# Národní park Đerdap

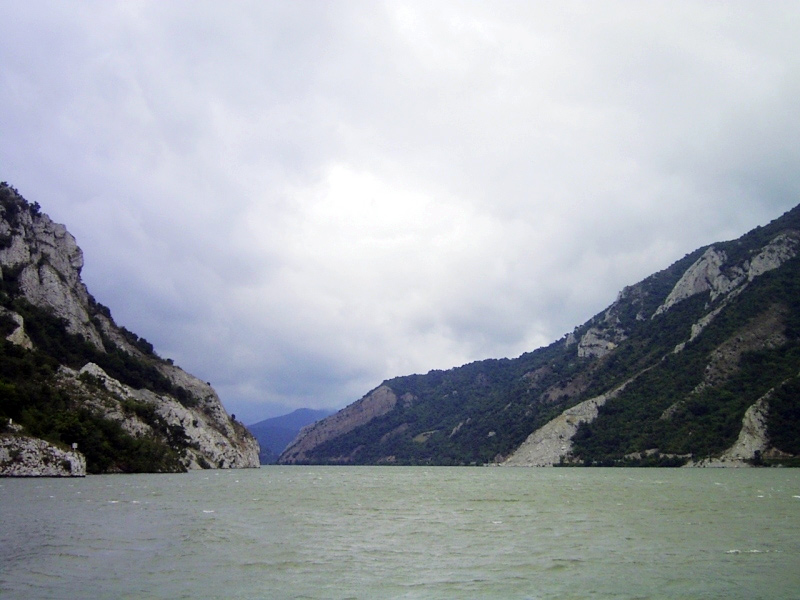
Železná vrata

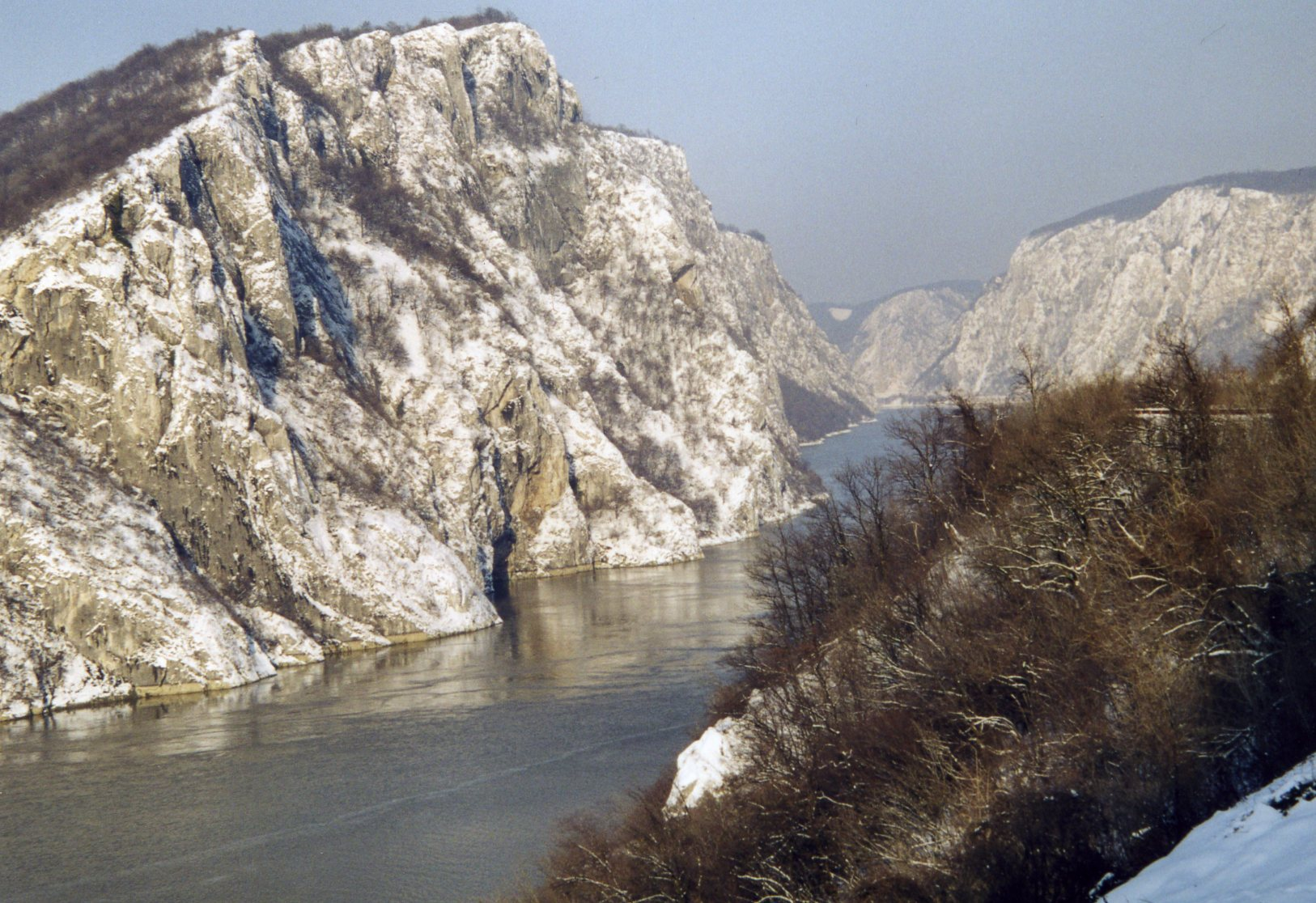
Malý Kazan

Národní park Đerdap (srbsky: Национални парк Ђердап nebo Nacionalni park Đerdap) se nachází v jihovýchodní Evropě v severovýchodní části Srbska, podél mezinárodní hranice s Rumunskem. Park se táhne podél Dunaje v délce 100 km od Golubacké pevnosti do Karataše u Kladova v Srbsku. Ústředí správy národního parku je ve městě Donji Milanovac na Dunaji. Oblast Djerdapské rokliny byla vyhlášena národním parkem v roce 1974. Jeho protějškem na druhém břehu Dunaje je rumunský Přírodní park Železná vrata vyhlášený v roce 2000.
Národní park Đerdap má celkovou rozlohu 93 968 hektarů a jako chráněná zóna je vytyčeno 63 608 ha plochy. Park byl vyhlášen z důvodu ochrany soutěsky Železná vrata (srbsky Ђердап/Đerdap) a okolní přírody. Dále od samotného břehu řeky zasahuje do vnitrozemí ve vzdálenosti 2–8 km. Chráněné území se pohybuje v nadmořské výšce od 50 až po 800 m n. m.
V národním parku žije přes 1100 druhů rostlin; řada z nich je reliktních. Mezi zvířata, která zde žijí, patří např. medvěd, rys, vlk, šakal, orel mořský, výr velký nebo čáp černý a řada dalších.
Nachází se zde celá řada archeologických nalezišť a historických lokalit připomínající pozůstatky Římské říše. Mezi takové patří např. Lepenski Vir, pravěký měděný důl Rudna Glava, archeologické lokality Dijana, pevnost Golubac, pozůstatky Trajánova mostu, Tabula Traiana, apod.
Území park pokrývají lesy (64 %) s různorodou flórou. Kromě samotného údolí Dunaje park tvoří také několik dalších soutěsek, které vyhloubily řeky do veletoku ústící. Mezi ně patří např.
- Golubacká soutěska v délce 14,5 km a široká nejméně 230 m.
- Gospodin Vir dlouhý 15 km a široký nejméně 220 m.
- Kaňon Velkého a Malého Kazanu v délce 19 km a nejmenší šířce 150 m.
- Ljupkovské, Donjomilanovacké a Oršavské údolí.

a třemi údolími: Ljupkovska, Donjomilanovacka, Oršavska.